# Мозин, Александр
Александр Мозин (9 июня 1961) — советский конькобежец, серебряный призёр чемпионата Европы 1986 года.
В 1986 году на чемпионате Европы Александр Мозин победил на дистанциях 5000 и 10 000 метров, стал шестым на дистанции 1500 метров и 19-м на 500 метров, и завоевал серебряную медаль, пропустив вперёд нидерландского конькобежца Хейна Вергеера. На 10 000 метров Мозин опередил олимпийского чемпиона шведа Томаса Густафсона на 12 секунд, а Вергеера — на 21 секунду.
В этом же году на чемпионате мира в классическом многоборье Мозин занял 3 место на 5000 и 4 на 10 000 метров, но в итоге у него 7 место.
На XV зимних Олимпийских играх в Калгари Александр Мозин выступал на дистанции 10 000 метров и занял лишь 18 место.

## Спортивные достижения
| Год  | Чемпионат Европы | Олимпийские игры | Чемпионат мира многоборье | Кубок мира |
| ---- | ---------------- | ---------------- | ------------------------- | ---------- |
| 1986 | 2                |                  | 7e                        |            |
| 1987 | -                | -                | -                         |            |
| 1988 | -                | 18e 10 000 м     | -                         | 32e 1500 м |

- NC = не отобрался на заключительную дистанцию

### Личные рекорды
| Дистанция | Время    | Дата            | Место   |
| --------- | -------- | --------------- | ------- |
| 500 м     | 39,49    | 17 марта 1984   | Медео   |
| 1 000 м   | 1.20,92  | 5 марта 1985    | Пермь   |
| 1 500 м   | 1.56,8   | 15 декабря 1985 | Медео   |
| 3 000 м   | 4.06,9   | 4 марта 1988    | Медео   |
| 5 000 м   | 6.55,54  | 29 декабря 1980 | Медео   |
| 10 000 м  | 14.28,91 | 21 февраля 1988 | Калгари |